# Mazzanti Evantra
La Mazzanti Evantra est une supercar du constructeur italien Mazzanti. La voiture a été présentée pour la première fois au Salon Top Marques de Monaco de 2013 et a connu plusieurs variantes. L'Evantra est produite sur commande, à raison de cinq unités maximum par an.

## Développement et production

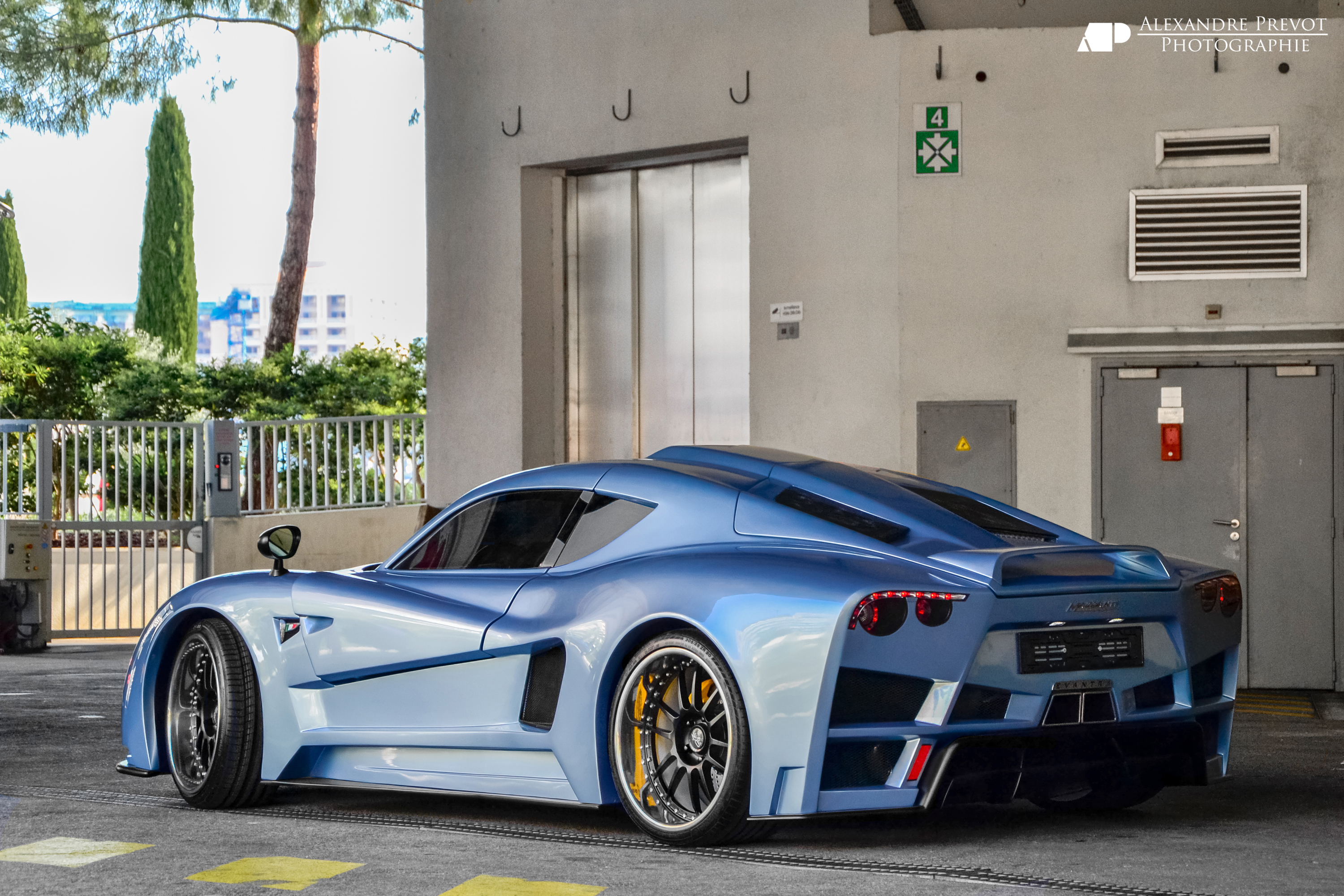
Vue arrière de l'Evantra

En 2011, Luca Mazzanti, après trois ans de travail de conception, soutenu par le designer Zsolt Tarnok, présente le projet Evantra qui est un coupé à moteur central conçu pour être produit en nombre très limité et personnalisable selon les spécifications du client. En 2012, Mazzanti a développé des modèles à l'échelle 1:1 de l'Evantra et a commencé la construction de la toute première unité. Le test final d'Evantra s'est déroulé sur le circuit de l'Autodromo di Modena,. En 2013, la Mazzanti Evantra a été dévoilée en première mondiale lors du salon Top Marques Monaco. Le nom Evantra, comme tradition de Mazzanti Automobili, dérive de la langue étrusque et combine les concepts d'unité et d'éternité : historiquement, Evantra était un nom donné par les Étrusques à la déesse de l'immortalité. La voiture est produite à Pontedera, en Toscane, en Italie, dans un maximum de cinq unités par an.

## Spécifications

### Châssis
Le châssis en caisson en acier est relié à une cage de tubes en chrome molybdène créant une charpente à l'intérieur du véhicule. Une autre cage relie le compartiment moteur/boîte de vitesses aux amortisseurs arrière. Ces solutions contribuent de manière significative à la rigidité structurelle du châssis et contribuent à la sécurité des occupants.

### Carrosserie
La structure de la carrosserie est coupé deux places. La carrosserie est construite dans deux types d'équipements différents : une carrosserie pro, entièrement fabriquée en fibre de carbone, et une carrosserie monobloc, construite dans le même matériau avec certaines pièces en aluminium forgé à la main.

### Intérieur
L'intérieur est réalisé sur mesure selon les spécifications du client. La console centrale sportive est dotée d'un tableau de bord équipé d'un système multimédia et d'un accompagnement d'acquisition de données. Le bouton de démarrage du moteur est placé sur le pont intégré au pavillon dans le style de Mazzanti comme sur l'Antas. La voiture offre le choix entre deux modes de conduite, à savoir « Race » et « Road ».

### Moteur
Le moteur est un moteur Chevrolet LS7 V8 atmosphérique en aluminium de 7,0 litres qui produit 701 ch (691 ch ; 516 kW) à 6 600 tr/min et un couple maximal de 848 N m à 4 500 tr/min. Mais lors du prototypage et des tests, les ingénieurs Mazzanti ont pu extraire 50 ch supplémentaires du moteur. Pour la version de production finale, le moteur produit 751 ch (741 ch; 552 kW) à 7 500 tr/min et un couple maximal de 860 N⋅m à 5 000 tr/min. Le moteur a un taux de compression de 11 : 1 et est équipé d’un système de lubrification à carter sec, de soupapes et de bielles en titane.

### Performances
L'Evantra est équipé d'une boîte de vitesses séquentielle à 6 rapports et peut atteindre une vitesse de pointe supérieure à 350 km/h (217 mph) avec une accélération de 0 à 100 km/h (62 mph) en environ 3,2 secondes. Le développement aérodynamique a été réalisé avec le soutien de partenaires ayant une expérience significative en F1 et au Mans. La voiture est équipée de pneus haute performance d'origine 255/30 R20 à l'avant et 325/25 R20 à l'arrière, montés sur des jantes spécifiques OZ Racing de 20", et contrôlés par un système de freinage Brembo avec des disques en carbone-céramique de 380 mm et étriers à 6 pistons à l'avant et avec des disques de 360 mm et étriers à 4 pistons à l'arrière.

## Variantes

### Evantra 771

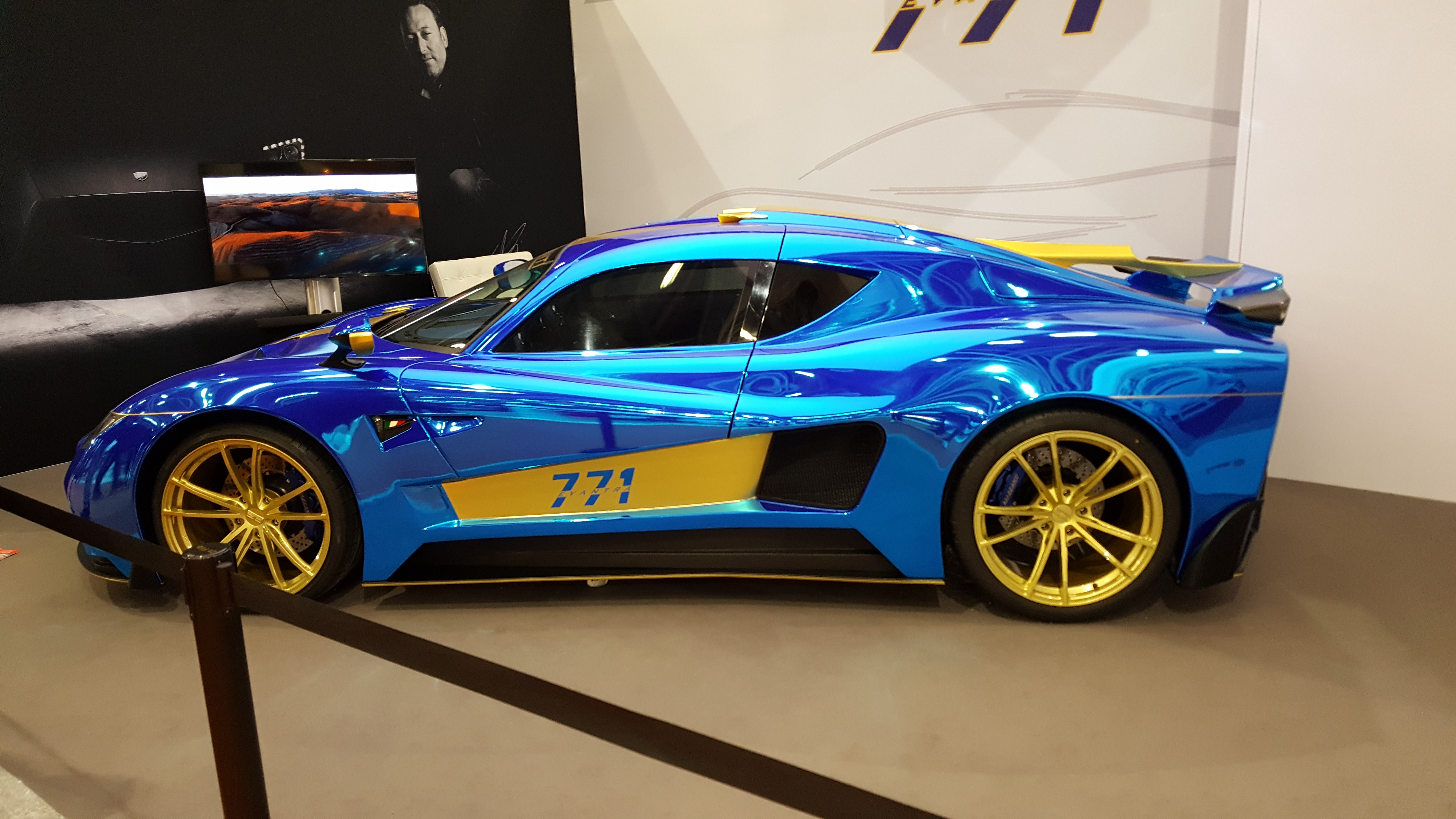
Evantra 771

L'Evantra 771 a été dévoilée au Salon de l'automobile de Bologne de 2016, comme une évolution de l'Evantra. Le LS7 utilisé dans l'Evantra de base a été modifié pour produire 20 ch supplémentaires et le moteur, révisé, produit désormais 771 ch (760 ch ; 567 kW) à 7 700 tr/min et (870 N m) à 6 890 tr/min, d'où la nomenclature. Elle a une vitesse de pointe de 336 km/h et accélère de 0 à 100 km/h en environ 3 secondes. La puissance est envoyée aux roues arrière via une transmission séquentielle à 7 vitesses. Les roues de course légères OZ mesurent 12 pouces (30 cm) sur 20 pouces (51 cm) à l'arrière, 9,5 pouces (24 cm) sur 20 pouces (51 cm) à l'avant et sont équipées de pneus Pirelli P Zeroes 325/25R20 et 255/30R20 respectivement. La puissance de freinage est fournie par des rotors de 380 mm (15 pouces) avec étriers à 6 pistons à l'avant et des rotors de 360 mm (14,2 pouces) avec étriers à 4 pistons à l'arrière, les freins en carbone-céramique étant en option. Les ventes ont commencé au printemps 2017 et, comme tous les autres modèles Mazzanti, elles sont limitées à une production de 5 par an.

#### Evantra 781
La 781 est une évolution de la 771, remplaçant le LS7 de 7,0 L par le même moteur que celui de la Pura, un LT2 de 6,2 L. Le moteur produit 781 ch (770 ch ; 574 kW) à 6 400 tr/min et 969 N m à 4 400 tr/min. La suspension a été modifiée, remplaçant les jambes de force MacPherson par une suspension à double triangulation entièrement réglable aux roues avant et arrière. Le poids a également légèrement augmenté par rapport au 771, passant de 1 300 kg à 1 350 kg. Le 781 conserve tout de la 771 à l'exception des modifications apportées au moteur et à la suspension, et l'intérieur conserve son agencement de base.

### Evantra Millecavalli
L'Evantra Millecavalli a été dévoilée au Salon Top Marques de 2013 à Monaco. Le LS7 de 7,0 L utilisé par la 771 a été agrandi à 7,2 L et équipé d'une paire de turbocompresseurs, et produit désormais 1 000 ch (986 ch ; 735 kW), d'où le nom Mille signifiant mille et cavalli signifiant les chevaux. L'envoi de ces 1 000 ch et 1 200 N m aux roues arrière est une boîte séquentielle à 6 vitesses sur mesure qui donne à la voiture un temps d'accélération de 0 à 100 km/h en 2,7 secondes et une vitesse de pointe estimée à 402 km/h (250 mph). Encore une fois, OZ Racing fournit des roues de la même taille que les roues du 771 et sont équipées de pneus Pirelli Trofeo R, 265/35R19 à l'avant et 335/30R20 à l'arrière. La puissance de freinage est fournie par des rotors de 390 mm et des étriers à six pistons à l'avant, et des rotors de 360 mm et des étriers à quatre pistons à l'arrière, les freins en carbone-céramique étant standard. Mazzanti affirme que cela peut amener la voiture de 300 km/h à un arrêt en 7 secondes.

#### Millecavalli R
La Millecavali R est une variante hautes performances de la Millecavalli. Le LS7 a été encore agrandi à 7,4 L, produisant désormais 1 121 ch (1 106 ch ; 824 kW) à 6 500 tr/min et 1 210 N m à 6 500 tr/min. Toutes les mesures de la voiture restent également les mêmes, mais la R a subi une amélioration aérodynamique supplémentaire pour les performances sur piste et a gagné 80 kg, augmentant le poids de 1 300 kg à 1 380 kg. Les pneus OEM sont également désormais Michelin au lieu de Pirelli.

### Evantra Pura

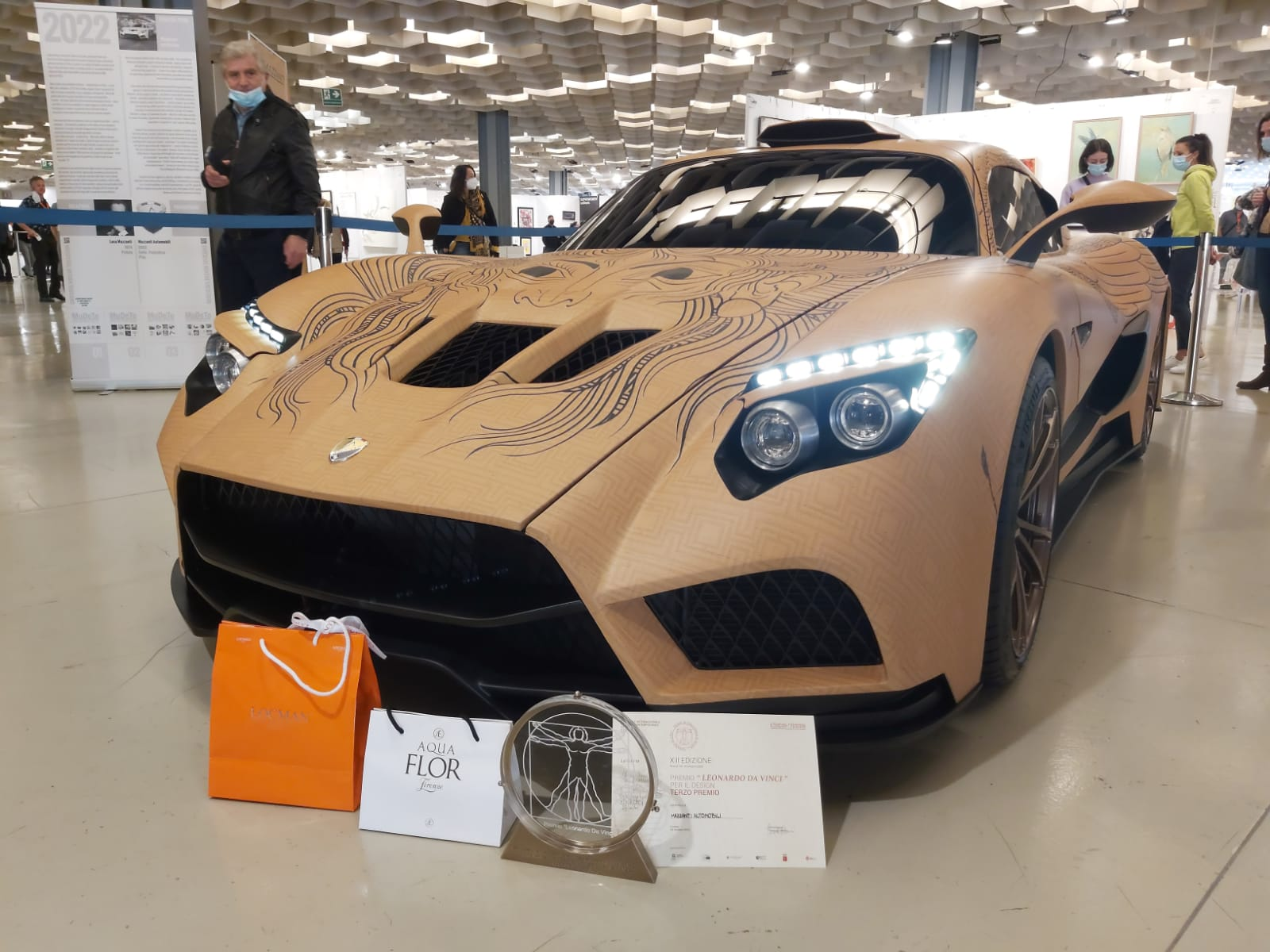
Evantra Pura

L'Evantra Pura a été dévoilée au festival Biennale d'art de Florence de 2021. Elle partage son moteur avec la 781, à savoir un LT2 suralimenté de 6,2 L qui produit 761 ch (751 ch ; 560 kW) à 6 300 tr/min et 910 N m à 4 300 tr/min. Le constructeur affirme que la Pura peut accélérer de 0 à 100 km/h (0 à 62 mph) en 2,9 secondes, avec une vitesse de pointe de plus de 360 km/h. La Pura est considérée comme le modèle d'entrée de gamme de la série Evantra et met davantage l'accent sur la légèreté et le pur plaisir de conduite. En fait, la voiture ne pèse que 1 290 kg, le châssis étant en acier à haute résistance et en chrome molybdène qui permet une flexibilité dans les virages. La puissance de freinage est assurée par un système de freinage Brembo en carbone-céramique, avec des étriers à 6 pistons et des rotors de 14,9 pouces (378 mm) à l'avant et des étriers à 4 pistons et des rotors de 14 pouces (356 mm) à l'arrière. La voiture est équipée de roues OZ Racing, les roues avant mesurant 9,5 pouces (24 cm) par 19 pouces (48 cm) à l'avant et 12 pouces (30 cm) par 20 pouces (51 cm) à l'arrière, équipées respectivement de pneus Michelin 255/35R19 et 315/30R20. La puissance est envoyée aux roues arrière via une boîte de vitesses séquentielle à 7 rapports avec palettes au volant.